# Episodi di Sposati... con figli (prima stagione)
La prima stagione della serie televisiva Sposati... con figli è stata trasmessa in anteprima negli Stati Uniti d'America dalla Fox tra il 5 aprile 1987 e il 28 giugno 1987.
| nº | Titolo originale                  | Titolo italiano           | Prima TV USA   | Prima TV Italia |
| -- | --------------------------------- | ------------------------- | -------------- | --------------- |
| 1  | Pilot                             | Sposati... con figli      | 5 aprile 1987  | 20 maggio 1991  |
| 2  | Thinnergy                         | La dieta dell'amore       | 12 aprile 1987 | 27 maggio 1991  |
| 3  | But I Didn't Shoot the Deputy     | Uno sparo nel buio        | 19 aprile 1987 | 3 giugno 1991   |
| 4  | Whose Room Is It Anyway?          | Anniversario a mani vuote | 26 aprile 1987 |                 |
| 5  | Have You Driven a Ford Lately     | Collaudo macchina         | 3 maggio 1987  |                 |
| 6  | Sixteen Years and What Do You Get | Una stanza in più         | 10 maggio 1987 |                 |
| 7  | Married... Without Children       | Sposati... senza figli    | 17 maggio 1987 |                 |
| 8  | The Poker Game                    | Partita a poker           | 24 maggio 1987 |                 |
| 9  | Peggy Sue Got Work                | Peggy trova lavoro        | 31 maggio 1987 |                 |
| 10 | Al Loses His Cherry               | Vita da single            | 7 giugno 1987  |                 |
| 11 | Nightmare on Al's Street          | Incubi ricorrenti         | 14 giugno 1987 |                 |
| 12 | Where's the Boss?                 | Dov'è il capo?            | 21 giugno 1987 |                 |
| 13 | Johnny Be Gone                    | L'ultimo panino           | 28 giugno 1987 |                 |